# Кивиоя (река, впадает в Пизьмаярви)
Кивиоя — река в России, протекает по территории Боровского сельского поселения Калевальского района Республики Карелии. Длина реки — 13 км.
Река берёт начало из ламбины без названия и далее течёт преимущественно в северо-западном направлении по заболоченной местности.
Река в общей сложности имеет восемь малых притоков суммарной длиной 24 км.
Втекает на высоте 96,1 м над уровнем моря в озеро Пизьмаярви, через которое протекает река Пизьма.
Населённые пункты на реке отсутствуют.
Код объекта в государственном водном реестре — 02020000912102000003631.